# Luiz Alberto de Araújo
Pour les articles homonymes, voir Araújo (homonymie).
Luiz Alberto Cardoso de Araújo (né le 27 juin 1987 à Artur Nogueira) est un athlète brésilien, spécialiste du décathlon.

## Biographie
Il termine 6e des Championnats du monde junior 2006 à Pékin, avec 7 472 points. Il bat sa meilleure performance avec 7 816 points pour remporter la médaille d'or aux Championnats Ibéro-américains 2010. L'année suivante aux championnats d'Amérique du Sud, il gagne de nouveau en battant son record, soit désormais 7 944 points pour l'améliorer à 8 115 points à São Paulo (le 6 août 2011), juste avant les Championnats du monde à Daegu.
Il porte son meilleur total à 8 276 points le 30 juin 2012 à São Paulo, battant ainsi l'ancien record du Brésil détenu depuis 1987 par Pedro da Silva. La même année, il termine 19e lors du décathlon des Jeux olympiques de Londres.
En 2013, il doit subir la domination de son compatriote Carlos Chinin, qui le dépossède du record national le 30 juin, à l'occasion des championnats du Brésil.
Le 16 mai 2015, il totalise 8 034 points en remportant le décathlon de São Bernardo do Campo. Il remporte la médaille de bronze lors des Jeux panaméricains à Toronto avec un total de 8 179 points le 23 juillet 2015, ce qui représente le minima pour les Jeux olympiques de Rio.
Avec un score de 7284 points en 2017, il se qualifie néanmoins pour les Championnats du monde à Londres, en raison des 8315 points, record personnel, obtenus à Rio lors des Jeux en 2016.

## Records
| Épreuve           | Performance   | Lieu              | Date              |
| ----------------- | ------------- | ----------------- | ----------------- |
| 100 m             | 10 s 66       | Saint-Domingue    | 31 mai 2008       |
| Saut en longueur  | 7,48 m        | Rio de Janeiro    | 17 août 2016      |
| Lancer du poids   | 15,64 m       | Sao Paulo         | 5 août 2011       |
| Saut en hauteur   | 2,00 m        | Toronto           | 22 juillet 2015   |
| 400 m             | 48 s 14       | Rio de Janeiro    | 17 août 2016      |
| 110 m haies       | 13 s 94       | Sao Paulo         | 28 juin 2008      |
| Lancer du disque  | 48,89 m       | Bragança Paulista | 15 septembre 2018 |
| Saut à la perche  | 5,00 m        | Sao Paulo         | 4 avril 2015      |
| Lancer du javelot | 59,22 m       | Bragança Paulista | 15 septembre 2018 |
| 1 500 m           | 4 min 27 s 75 | Sao Paulo         | 30 juin 2012      |
| Décathlon         | 8 315 pts     | Rio de Janeiro    | 18 août 2016      |

| Épreuve          | Performance   | Lieu               | Date             |
| ---------------- | ------------- | ------------------ | ---------------- |
| 60 mètres        | 6 s 95        | Tallinn            | 1er février 2013 |
| Saut en longueur | 7,29 m        | Tallinn            | 1er février 2013 |
| Lancer du poids  | 15,20 m       | Tallinn            | 1er février 2013 |
| Saut en hauteur  | 1,92 m        | Tallinn            | 1er février 2013 |
| 60 mètres haies  | 8 s 06        | Tallinn            | 2 février 2013   |
| Saut à la perche | 5,11 m        | Sao Caetano do Sul | 10 février 2018  |
| 1 000 mètres     | 2 min 49 s 45 | Tallinn            | 2 février 2013   |
| Heptathlon       | 5 916 pts     | Tallinn            | 2 février 2013   |

### Meilleures performances par année
| Année | Points    | Date              | Lieu                  | Rang |
| ----- | --------- | ----------------- | --------------------- | ---- |
| 2006  | 7 386 pts | 24 septembre 2006 | Sao Paulo             | 231  |
| 2007  | 7 503 pts | 5 mai 2007        | Ibirapuera            | 216  |
| 2008  | 7 546 pts | 28 juin 2008      | Sao Paulo             | 197  |
| 2009  | 7 324 pts | 31 mai 2009       | Bragança              | 326  |
| 2010  | 7 816 pts | 5 juin 2010       | San Fernando          | 84   |
| 2011  | 8 115 pts | 6 août 2011       | Sao Paulo             | 39   |
| 2012  | 8 276 pts | 30 juin 2012      | Sao Paulo             | 19   |
| 2013  | 7 958 pts | 8 juin 2013       | Sao Paulo             | 72   |
| 2014  | 7 733 pts | 15 mars 2014      | Santiago de Chile     | 122  |
| 2015  | 8 179 pts | 23 juillet 2015   | Toronto               | 35   |
| 2016  | 8 315 pts | 18 août 2016      | Rio de Janeiro        | 21   |
| 2017  | 7 284 pts | 12 mars 2017      | Sao Bernardo do Campo | 378  |
| 2018  | 7 954 pts | 17 juin 2018      | Kladno                | 39   |
| 2019  | 7 587 pts | 31 août 2019      | Bragança Paulista     | 97   |
| 2021  | 6 929 pts | 13 juin 2021      | São Paulo             | 313  |

| Année | Points    | Date            | Lieu    | Rang |
| ----- | --------- | --------------- | ------- | ---- |
| 2013  | 5 916 pts | 23 janvier 2011 | Tallinn | 26   |